# Línguas guaranis
As línguas guaranis formam um ramo de línguas tupi-guaranis faladas na América do Sul.

## Línguas
- Guarani
- Embiá
- Caiouá
- Nhandeva
- Guarani antigo
- Xetá

### Rodrigues (2013)
Línguas e/ou dialetos segundo Rodrigues (2013):
- Guaraní Antigo
- Mbyá
- Xetá (Serra dos Dourados)
- Ñandéva (Txiripá)
- Kaiwá (Kayová, Pãi)
- Guaraní Paraguaio
- Guayakí (Aché)
- Tapieté
- Chiriguano (Ava)
- Izoceño (Chané)

### Rodrigues & Cabral (2012)
As línguas segundo Rodrigues e Cabral (2012):
- Guaraní antigo
- Guarani paraguaio (Guaraní, Avañee)
- Kaiwá (Kayowá, Kaiowá, Caiová, Caiguá, Pãi, Pãi-Tavyterã)
- Nhandéva (Ñandeva, Chiripá)
- Xetá (Šetá, Aré, Notobotocudo)
- Chiriguano (Ava, Simba)
- Isosó (Izozó, Izoceño, Chané)
- Tapiete
- Guayakí (Guayaquí, Aché)

### Dietrich (2010)
As línguas segundo Dietrich (2010):
- Guarani clássico / guarani antigo
- Avá-guarani / nhandeva, e dialeto apapocuva
- Kaiwá/caiová/cainguá/kaiowá/paĩ tavyterã
- Avañe’ẽ (guarani paraguaio)
- Mbyá
- Xetá
- Guarani do Chaco, tradicionalmente chiriguano - dialetos:
  - ava (subdialetos simba e chané)
  - izoceño
- Tapiete

## Evolução fonológica
Características mais gerais em relação ao Proto-Tupi-Guarani (PTG):
- perda das consoantes finais
- conservação de *tx ou sua mudança em ts ou s
- mudança de *ts em h ou zero
- mudança de em *pw em kw ou k
- mudança de *pj em tx ou x

Exemplos:
- PTG *aipotár "eu o quero" > Mbyá aipotá
- PTG *jatxý "lua" > Mbyá datxý
- PTG *otsó "ele vai" > Guaraní Antigo ohó, Mbyá oó
- PTG *opweráb "ele se recupera" > Mbyá okwerá
- PTG *atsepják "eu o vejo" > Mbyá aetxá